# The Purple Monster Strikes
The Purple Monster Strikes ist ein US-amerikanisches Science Fiction-Serial von 1945. Eine Montage als Spielfilm erschien 1966 unter dem Titel D-Day on Mars (Länge 100 Min.) Das Serial war das erste von drei Mars-Invasionen-Serials von Republic Pictures und der einzige US-Spielfilm zwischen 1940 (Flash Gordon Conquers the Universe)  und 1950 (Endstation Mond) in dem Raumfahrt thematisiert wurde.

## Handlung
Der berühmte Astronom Dr. Cyrus Layton beobachtet einen Meteor. Am scheinbaren Absturzort stellt er fest, dass der Meteor tatsächlich ein Raumschiff ist. Der Pilot stellt sich Layton nicht namentlich vor und stammt vom Mars. Layton erkennt umgehend, dass der Marsianer die Erde erobern will, wird aber von diesem mit Giftgas getötet, bevor er diese Information weitergeben kann.
Mit Hilfe marsianischer Technik übernimmt der Marsianer Laytons Körper und heuert den Kriminellen Hodge Garrett, an. Laytons Nichte Sheila und ihr Freund Craig Foster, die mit dem Astronomen zusammen in der Scientific Foundation arbeiten, bemerken den Personentransfer anfänglich nicht.
Der Marsianer baut ein großes Raumschiff, mit dem er vom Mars Verstärkung für die Invasion der Erde holen will. Dazu muss er andere Mitglieder der Foundation dazu bewegen, Erfindungen zu machen, um das Schiff zu konstruieren. Sheila und Craig bemerken seine Absicht und versuchen ihn aufzuhalten.
Der Marsianer holt Verstärkung vom Mars in Gestalt von Marcia, die eine Sekretärin der Foundation tötet und ihren Körper übernimmt. Sheila entdeckt den Vorgang und verfolgt sie. Marcia stirbt auf der Flucht durch einen Unfall. Als Sheila dies Craig berichtet, entdecken sie, dass der Marsianer die gleichen Kräfte besitzt. Sie stellen ihm mit einer versteckten Kamera eine Falle. Die Kamera filmt, wie der Marsianer zeitweise den Körper Laytons verlässt.
Als der Marsianer bemerkt, dass sein Geheimnis entdeckt ist, startet er mit dem inzwischen fertig gestellten Raumschiff zum Mars, doch Craig gelingt es, das Schiff mit einer „Elektroannihilator“-Strahlenkanone abzuschießen.

## Kapitel
1. The Man in the Meteor
2. The Time Trap
3. Flaming Avalanche
4. The Lethal Pit
5. Death on the Beam
6. The Demon Killer
7. The Evil Eye
8. Descending Doom
9. The Living Dead
10. House of Horror
11. Menace from Mars
12. Perilous Plounge
13. Fiery Shroud
14. The Fatal Trial
15. Takeoff to Destruction

## Nachfolgeproduktionen
The Purple Monster Strikes war das erste von drei Republic-Serials, die eine Invasion vom Mars thematisierten. 1950 folgte Flying Disc Man from Mars und 1952 Zombies of the Stratosphere, das als Spielfilm-Zusammenschnitt auch in Deutschland unter dem Titel Des Satans Satellit zur Aufführung kam.